# Jerry Lee Lewis
Jerry Lee Lewis (Ferriday, 29 de setembro de 1935 – DeSoto, 28 de outubro de 2022) foi um cantor, compositor e pianista norte-americano de rock and roll, considerado um dos pioneiros do gênero. Foi introduzido ao Rock and Roll Hall of Fame em 1986. Em 2004, a revista Rolling Stone colocou-o em vigésimo quarto lugar no seu ranking dos cem melhores artistas de todos os tempos. Apelidado de The Killer, ele foi descrito como "o primeiro grande homem selvagem do rock n' roll e um dos pianistas mais influentes do século XX". Um pioneiro do rock and roll e do rockabilly, Lewis fez suas primeiras gravações em 1956. na Sun Records em Memphis, Tennessee. "Crazy Arms" vendeu 300 000 cópias no Sul, mas foi seu hit de 1957 "Whole Lotta Shakin' Goin' On" que levou Lewis à fama mundial. Ele seguiu isso com os grandes sucessos "Great Balls of Fire", "Breathless" e "High School Confidential". Sua carreira no rock and roll vacilou após seu casamento com Myra Gale Brown, sua prima de 13 anos.
Sua popularidade rapidamente diminuiu após o escândalo e, com poucas exceções, como um cover de "What'd I Say", de Ray Charles, ele não teve muito sucesso nas paradas no início dos anos 1960. Suas performances ao vivo neste momento eram cada vez mais selvagens e enérgicas. Seu álbum ao vivo de 1964, Live at the Star Club, Hamburg, é considerado por muitos jornalistas de música e fãs em geral como um dos melhores e mais loucos álbuns de rock ao vivo de todos os tempos. Em 1968, Lewis fez uma transição para a música country e teve sucessos com músicas como "Another Place, Another Time". Isso reacendeu sua carreira e, ao longo do final dos anos 1960 e 1970, ele liderou regularmente as paradas country-western; ao longo de sua carreira de sete décadas, Lewis teve 30 músicas alcançando o Top 10 na Billboard Country and Western Chart. Seus hits country número 1 incluíram "To Make Love Sweeter for You", "There Must Be More to Love Than This", "Would You Take Another Chance on Me" e "Me and Bobby McGee".
Os sucessos de Lewis continuaram ao longo das décadas e ele abraçou seu passado no rock and roll com músicas como um cover de "Chantilly Lace" de The Big Bopper e "Rockin' My Life Away" de Mack Vickery. No século 21, Lewis continuou a fazer turnês pelo mundo e lançou novos álbuns. Seu álbum de 2006 Last Man Standing foi seu lançamento mais vendido, com mais de um milhão de cópias em todo o mundo. Isto foi seguido por Mean Old Man em 2010, outro de seus álbuns mais vendidos. Jerry Lee Lewis Lewis tem vários discos de ouro no rock e na música country. Ele ganhou quatro prêmios Grammy, e dois Grammy Hall of Fame Awards. Lewis foi introduzido no Rock and Roll Hall of Fame em 1986 e sua contribuição pioneira para o gênero foi reconhecida pelo Rockabilly Hall of Fame. Ele também foi membro da classe inaugural introduzida no Hall da Fama da Música de Memphis. Ele foi introduzido no Country Music Hall of Fame em 2022. Em 1989, sua vida foi narrada no filme Great Balls of Fire, estrelado por Dennis Quaid. Em 2003, a Rolling Stone listou seu box set All Killer, No Filler: The Anthology no número 242 em sua lista dos "500 Maiores Álbuns de Todos os Tempos". Em 2004, eles o classificaram em 24º lugar em sua lista dos 100 Maiores Artistas de Todos os Tempos. Lewis foi o último membro sobrevivente do Million Dollar Quartet da Sun Records e do álbum Class of '55, que também incluía Johnny Cash, Carl Perkins, Roy Orbison e Elvis Presley. O crítico de música Robert Christgau disse sobre Lewis: "Sua força, seu timing, seu poder vocal improvisado, seu inconfundível piano boogie e sua absoluta confiança em face do vazio fazem de Jerry Lee o rock and roll por excelência".

## Início da vida
Nascido em Ferriday, Luisiana, Jerry Lee Lewis tinha muito talento natural para o piano desde cedo. Apesar da pobreza, seus pais conseguiram um empréstimo para comprar um piano hipotecando a própria casa, e com um ano Jerry já desenvolvera seu próprio estilo de tocar. Assim como Elvis Presley, ele cresceu cantando música gospel nas igrejas pentecostais sulistas. Em 1950, ele entrou para o Southwestern Bible Institute em Texas, mas foi expulso por má-conduta (como por exemplo tocar versões rock and roll dos cânticos da igreja).

## Carreira
Deixando a música religiosa para trás, ele tornou-se parte do recém-surgido movimento roll and rock, lançando sua primeira gravação em 1954. Lewis desenvolveu um som misto de rhythm and blues, boogie-woogie, gospel e country. Dois anos depois, no estúdio da Sun Records em Memphis, Tennessee, o produtor e engenheiro-de-som Jack Clement gravou com Lewis pelo selo enquanto seu dono, Sam Phillips, viajava para a Flórida. Como consequência, Lewis juntou-se a Elvis Presley, Roy Orbison, Carl Perkins e Johnny Cash na lista de astros que começaram sua carreira no Sun Studios na mesma época.
A primeira gravação de Lewis nos estúdios da Sun foi de sua distinta versão da balada country “Crazy Arms”. Em 1956, seu piano e o puro som rock de “Whole Lotta Shakin’ Goin’ On” renderam-no fama internacional. Logo viria “Great Balls Of Fire”, seu maior sucesso. Vendo e ouvindo Jerry Lee Lewis tocar, Elvis disse que, se conseguisse tocar piano daquele jeito, não cantava nunca mais.

### Declínio
A turbulenta vida pessoal de Lewis era mantida em segredo do público até que, durante uma turnê britânica em 1958, a imprensa descobriu que a esposa do astro (então com 23 anos) era Myra Gale Brown, sua prima de segundo grau, de apenas 13 anos. A situação provocou um escândalo público e a turnê foi cancelada depois de apenas três shows.
O escândalo seguiu Lewis para a casa na América e, como resultado, ele quase foi banido do cenário musical. Seu único sucesso durante a época foi uma versão de “What’d I Say”, de Ray Charles lançada em 1961.

### Retorno
Sua popularidade ia se reerguendo aos poucos na Europa, especialmente no Reino Unido e na Alemanha. Um álbum ao vivo desta época, ‘’Live At The Star Club, Hamburg” (1964), gravado com o The Nashville Teens, é considerado como um dos melhores discos ao vivo de rock de todos os tempos. No livro de Joe Bonomo "Lost and Found", o produtor Siggi Loch afirmou que a configuração da gravação foi descomplicada, com microfones colocados o mais próximo possível dos instrumentos e um microfone estéreo colocado na platéia para capturar o ambiente. Os resultados foram sonoramente surpreendentes, com Bonomo observando: "Os detratores reclamam do barulho do álbum, a falta de sutileza com que Jerry Lee revisita as músicas, o fato de o piano ser mixado muito alto, mas o que é certo é que Siggi Loch no esta noite de primavera capturou algo brutalmente honesto sobre o Killer, sobre o centro primordial e atemporal do melhor rock & roll...". O álbum mostra as habilidades de Lewis como pianista e cantor, aprimoradas por turnês implacáveis. Em uma avaliação de 5 de 5 estrelas, Milo Miles escreveu na revista Rolling Stone que "Live at the Star Club, Hamburg não é um álbum, é uma cena de crime: Jerry Lee Lewis massacra seus rivais em um set de treze músicas que parece uma longa convulsão". o nome "The Killer" (o Assassino ou Matador), veio por conta de toda a sua maneira agitada de se apresentar nos palcos, sendo totalmente diferente de outros artistas.
Lewis sempre se destacou sendo um artista rebelde nos shows, tocando piano com os pés, subindo em cima do piano e fazendo movimentos agitados que mexiam com a cabeça dos jovens, seu cabelo bagunçado mostrava cada vez mais as suas loucuras no palco.
Em 1967 trouxe um álbum voltado para a música Soul, obtendo grande sucesso, em 1968 Lewis começou a focar sua carreira na música country, obtendo sucesso considerável. Embora continuasse a tocar e viajar em turnê, ele nunca mais conseguiria alcançar o nível de sucesso que tinha antes do escândalo de 1958 (apesar do sucesso internacional do compacto “Chantilly Lace” em 1973).

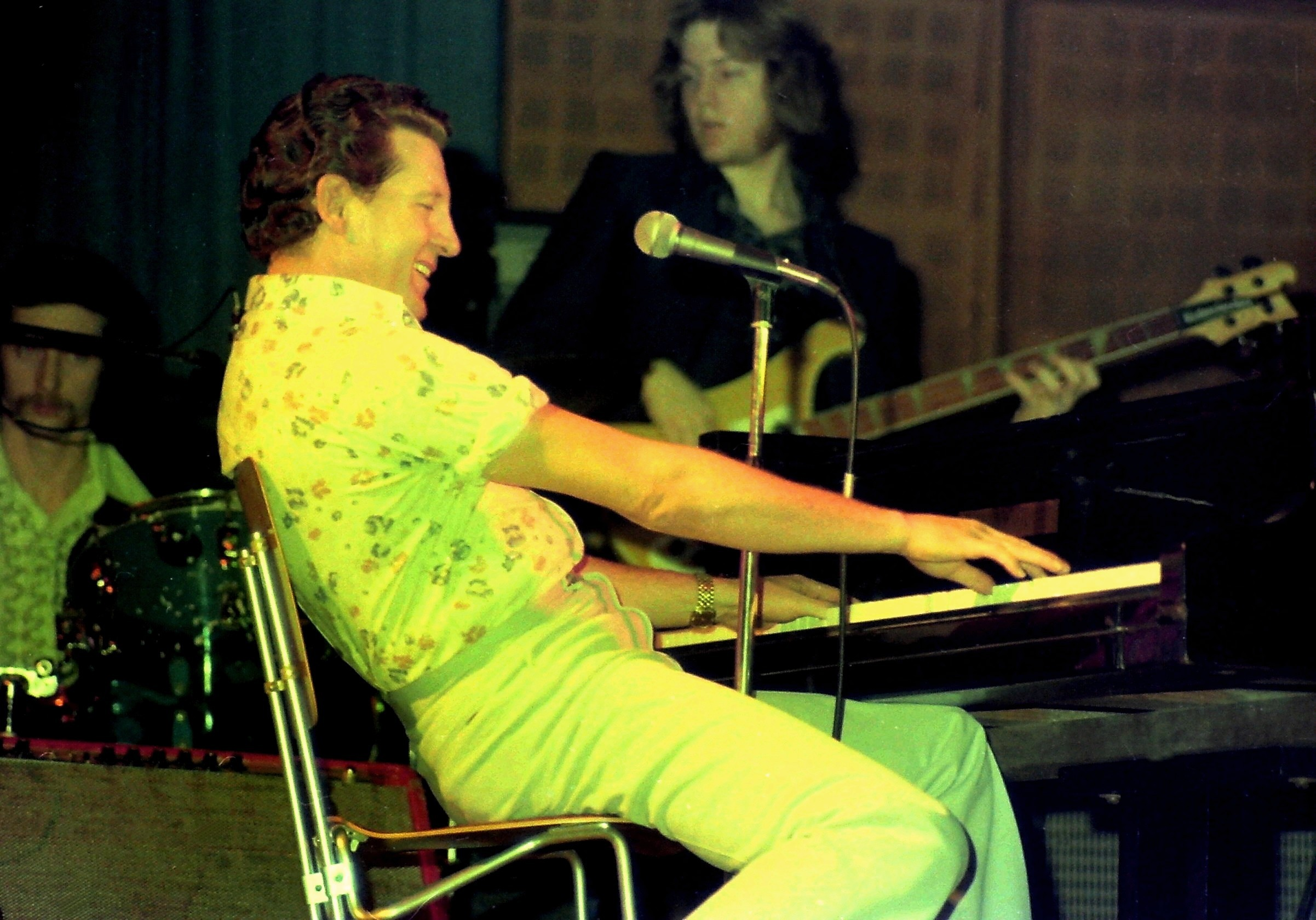
Jerry Lee Lewis em 1973.

A Música Country marcou muito sua carreira, Lewis é um dos maiores intérpretes da Música Country, ingressou também na música gospel, trazendo um álbum Gospel em 1971 e trazendo também algumas músicas gospel em outros álbuns.
Mesmo tendo prolemas em sua vida pessoal na década de 1970, Lewis continuava realizando gravações, shows e participações em programas de TV. Entre 1968 e 1977, Lewis teve 17 singles de sucesso no Top 10 da Billboard, incluindo quatro no topo das paradas. Os sucessos incluem "What's Made Milwaukee Famous (Has Made A Loser Out of Me)", "To Make Love Sweeter For You", "She Still Comes Around (To Love What's Left of Me)", "Since I Met You Baby", "Once More With Feeling", "One Has My Name (The Other Has My Heart)" e "Sometimes a memory is not enough".
Lewis tocou o Grand Ole Opry pela primeira e única vez em 20 de janeiro de 1973. Como Colin Escott escreve no encarte de A Half Century of Hits, Lewis sempre manteve sentimentos ambivalentes em relação à Music City desde que foi recusado como um aspirante a músico antes de seus dias de glória na Sun Records: "Faz 18 anos desde que ele deixou Nashville falido e desanimado... Lewis nunca foi realmente aceito em Nashville. Ele não se mudou para lá e não conversou lá. Ele não se encaixava com a multidão de valores familiares. Os valores da família Lewis não eram necessariamente piores, mas eram diferentes."
Apesar de seus problemas pessoais, seu talento musical nunca foi questionado. Apelidado The Killer (O Matador) por sua maneira totalmente diferente e selvagem de se apresentar e por sua voz poderosa e sua técnica ao piano, ele foi descrito por seu colega Roy Orbison como o melhor artista cru da história da música rock. Em 1986 Jerry Lee Lewis foi incluído na primeira leva de artistas a serem homenageados no Hall da Fama do Rock and Roll.

### Quarteto de um milhão de dólares

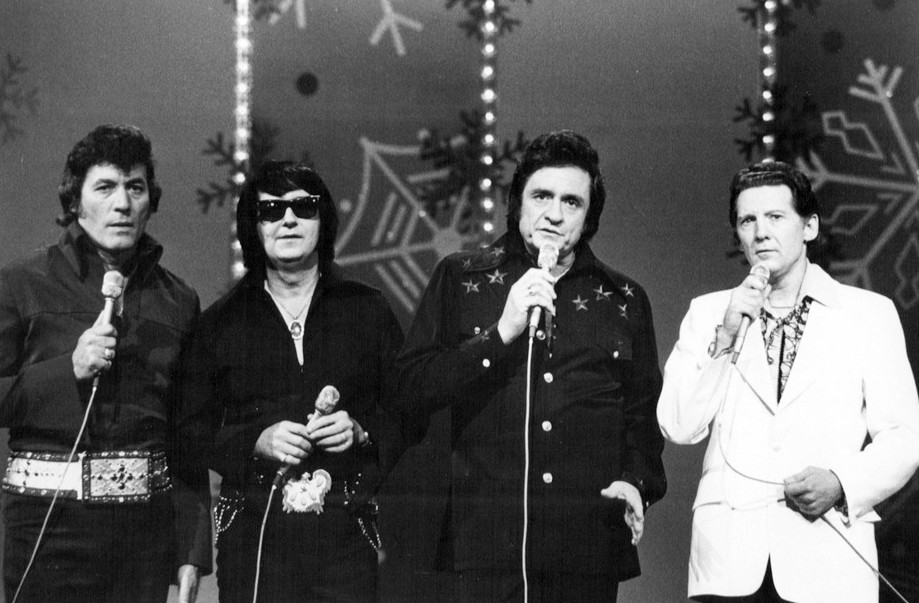
Lewis (o primeiro da direita à esquerda) se apresenta com Carl Perkins, Roy Orbison e Johnny Cash.

No mesmo ano ele voltou ao Sun Studios em Memphis para reunir-se com Orbison, Cash e Perkins e gravar o álbum Class of '55. Mas aquela não era a primeira vez que ele se juntava a Cash e Perkins no Sun Studios. Em 4 de dezembro de 1956 Elvis Presley apareceu para visitar Phillips. Na época Perkins estava no estúdio gravando algumas canções, com Lewis o cobrindo no piano. Os três então começaram uma jam sessiom, e Phillips deixou a fita gravando. Mais tarde ele telefonou para Cash e o trouxe para juntar-se aos outros. Essas gravações, a maioria de canções gospel, sobreviveriam e seriam lançadas anos depois em um CD sob o título de Million Dollar Quartet (Quarteto de Um Milhão de Dólares). Entre as faixas também estavam “Brow Eyed Handsome Man”, de Chuck Berry, “Don’t Forgive Me”, de Pat Boone e Elvis fazendo uma imitação de Jackie Wilson, que participava então do grupo Billy Ward and the Dominoes, cantando “Don’t Be Cruel”. O encontro com Orbison, Cash e Perkins em 1986 para as gravações, ficou conhecido como o Reencontro do Quarteto de Um Milhão de Dólares, como Elvis já havia falecido, os quatros apresentaram a música "This Train" ao vivo em homenagem a Elvis.

### Carreira posterior
Em 1989 um longa metragem baseado no começo da carreira de Lewis, intitulado Great Balls of Fire!, trouxe Jerry de volta aos holofotes. O filme foi baseado em um livro escrito por sua ex-esposa Myra, e no papel principal estava Dennis Quaid, com participações de Winona Ryder e Alec Baldwin.

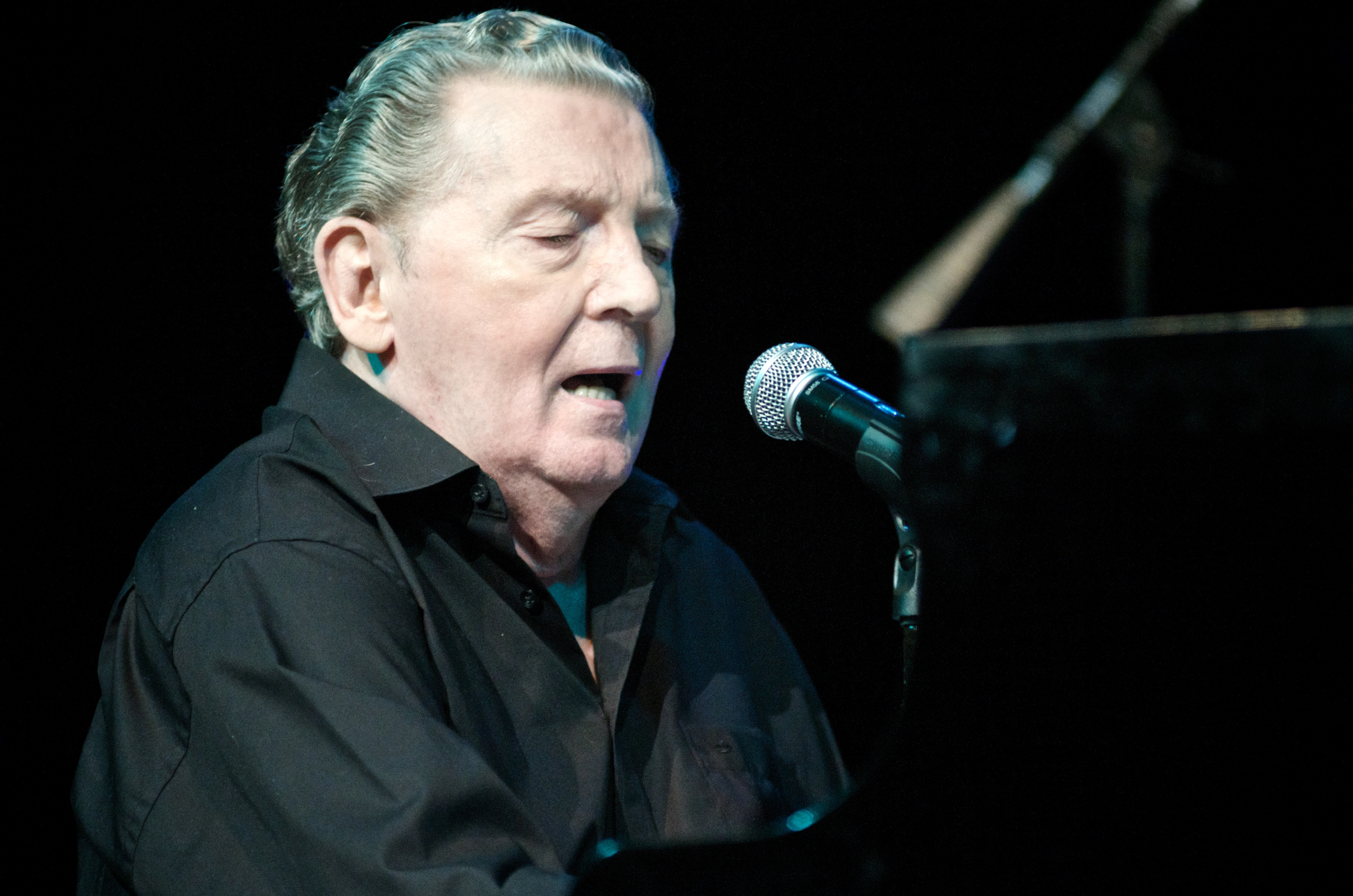
Lewis em 2009.

Em 1993 Lewis esteve no Brasil, onde se apresentou no programa de Jô Soares. Neste episódio, Jerry tocou uma canção no piano pertencente ao pianista do conjunto do programa. Ao final da música, Jerry em um movimento ousado de seus dedos "lascou" uma das teclas do piano, e logo atirou para cima, sob o olhar atônito do proprietário, que ficou visivelmente chateado com a situação. Neste passo, Jô Soares que percebeu o ocorrido, brincou com o seu pianista dizendo que ele não era para ficar bravo com o ocorrido, tendo em vista que quem teria "arruinado" o seu piano foi o legendário "The Killer".
Em 1998, Lewis excursionou pela Europa com Chuck Berry e Little Richard. Em 12 de fevereiro de 2005, ele recebeu um Lifetime Achievement Award pela Recording Academy.
Lewis nunca deixou de fazer turnês, e os fãs que o viram se apresentar dizem que ele ainda consegue fazer um show único, sempre imprevisível, empolgante e pessoal. Depois de anos sem gravar nada, Lewis lançou um novo álbum em 2006 chamado "Last Man Standing" (último homem em pé). O álbum teve um grande sucesso de público e de crítica, sendo considerado por muitos como um dos melhores álbuns da carreira de Lewis.
Em outubro de 2008, como parte de uma turnê européia de sucesso, Lewis apareceu em dois shows em Londres, um show privado especial no 100 Club em 25 de outubro e no London Forum em 28 de outubro com Wanda Jackson e sua irmã, Linda Gail Lewis.

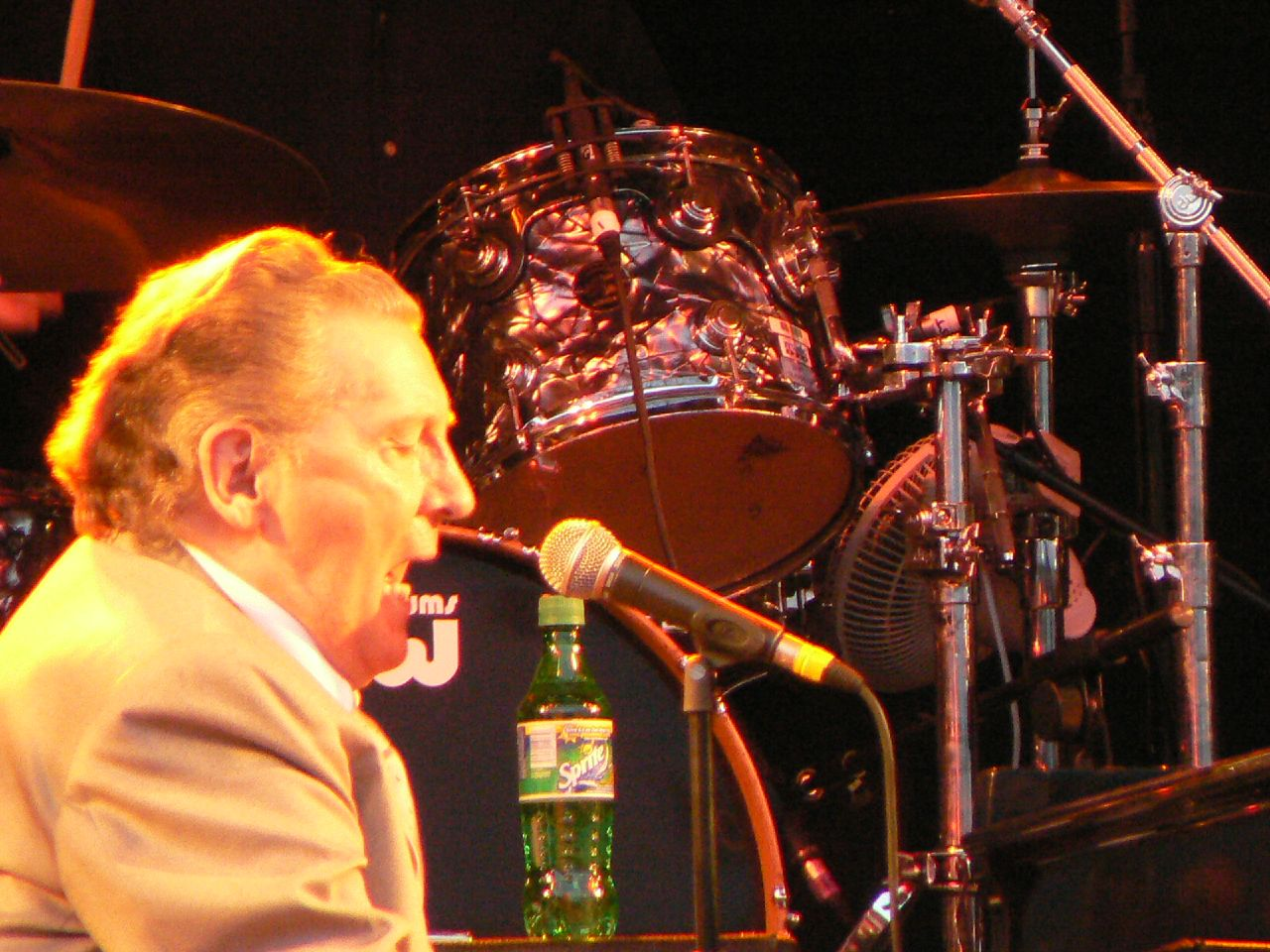
Jerry Lee Lewis.

Em agosto de 2009, antes de seu novo álbum, um single intitulado "Mean Old Man" foi lançado para download. Foi escrito por Kris Kristofferson. Um EP com essa música e mais quatro também foi lançado em 11 de novembro. Em 29 de outubro de 2009, Lewis abriu o show do 25º aniversário do Rock and Roll Hall of Fame no Madison Square Garden em Nova York.
Em setembro de 2009, Jerry Lee Lewis fez uma turnê no Brasil.
Em maio de 2013, Lewis abriu um novo clube na Beale Street, em Memphis. Lewis ainda é considerado ativamente se apresentando em concertos, embora ele tenha que cancelar todos os shows desde seu derrame em 28 de fevereiro de 2019, esperando o aval de seus médicos.
Em 2017, Lewis fez uma aparição pessoal no programa 'Skyville Live' da Country Music Television. Foi uma performance especialmente gravada com toda uma gama de artistas em homenagem à música de Lewis.
Em março de 2020, foi anunciado que Lewis, juntamente com o produtor T-Bone Burnett, estava gravando um novo álbum de covers gospel. Foi a primeira vez que ele entrou em um estúdio de gravação após o derrame.
Em 27 de outubro de 2020, para comemorar o aniversário de 85 anos de Lewis, uma transmissão ao vivo foi ao ar no YouTube, Facebook e seu site oficial. O especial de transmissão ao vivo, Whole Lotta Celebratin' Goin' On, contou com aparições e performances de Willie Nelson, Elton John, Mike Love, Priscilla Presley, Joe Walsh e outros. John Stamos serviu como anfitrião.

## Vida pessoal

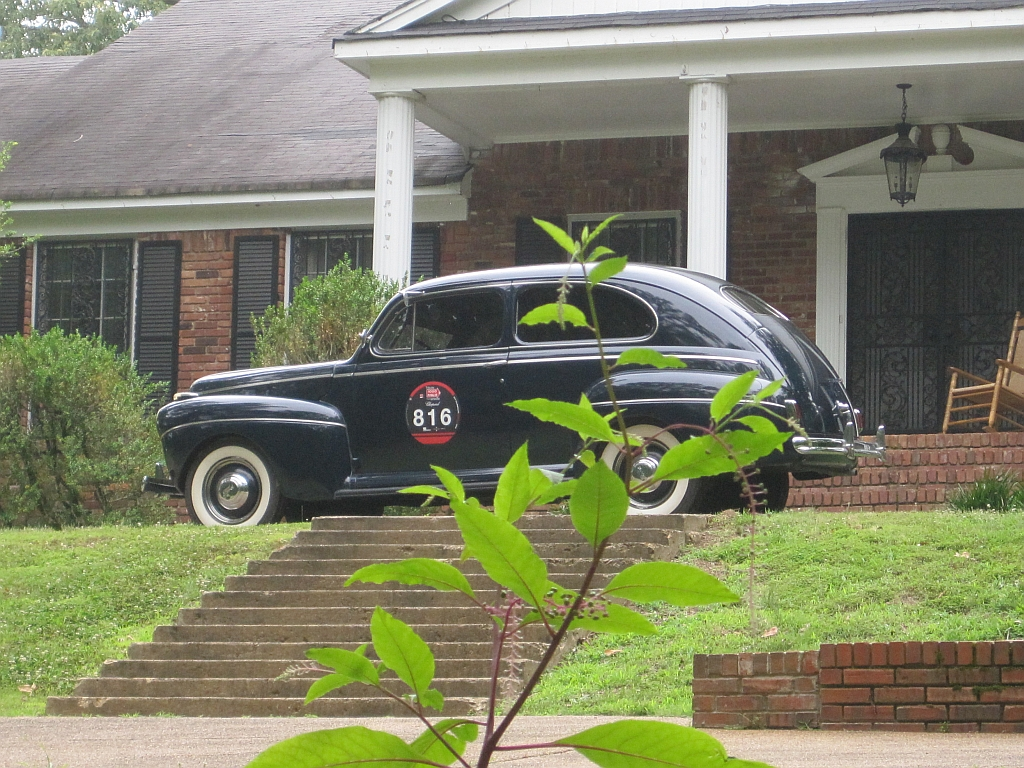
Rancho Lewis

Lewis foi "casado" sete vezes, incluindo um casamento polêmico com sua prima em segundo grau. Lewis teve 6 filhos, Steven Alley Lewis, Jerry Lee Lewis Jr. Ronnie Guy Lewis, Phoebe Lewis, Lori Lee Lewis e Jerry Lee Lewis III.
Quando adolescente, Lewis estudou no Southwest Bible Institute em Waxahachie, Texas, antes de ser expulso por ousar interpretar uma versão boogie-woogie de "My God Is Real". Durante o famoso Million Dollar Quartetjam envolvendo Lewis, Elvis Presley e Johnny Cash, eles tocaram várias canções gospel. O biógrafo de Lewis, Rick Bragg, explica que parte da razão pela qual a gravação apresenta apenas Lewis e Elvis cantando é porque "apenas Elvis e Jerry Lee foram criados na Assembleia de Deus", e Johnny e Carl realmente não conheciam as palavras ... eles eram batistas, Lewis disse, e, portanto, privados.
Enquanto celebrava seu quadragésimo-primeiro aniversário em 1976, Lewis baleou acidentalmente seu baixista Butch Owens na barriga. Pensando que a arma estava descarregada, ele a apontou para o colega de brincadeira e apertou o gatilho. Owens milagrosamente sobreviveu. Poucas semanas depois, em 23 de novembro, Lewis foi preso novamente por um incidente com armas, desta vez na mansão de Elvis Presley em Graceland. Lewis fora convidado por Presley, mas os seguranças não sabiam da visita. Quando questionado por eles o que fazia na frente do portão, Lewis mostrou uma arma e disse brincando que estava ali para matar Elvis.
No documentário de 1990 The Jerry Lee Lewis Story , Lewis disse ao entrevistador: "A Bíblia nem mesmo fala de religião. Nenhuma palavra de religião está na Bíblia. Santificação! Você é santificado? Você foi salvo? Veja, Fui um bom pregador, conheço minha Bíblia? Estou carente da glória de Deus".
A música gospel foi um grampo de seu repertório de execução. Depois de uma série de álbuns country de sucesso, ele decidiu gravar um álbum gospel pela primeira vez em 1970.

### Problemas de saúde e morte
Em 28 de fevereiro de 2019, Lewis sofreu um grande derrame em Memphis. Ele se recuperou totalmente, mas teve que cancelar as próximas aparições.
Lewis morreu em 28 de outubro de 2022, aos 87 anos de idade, no condado de DeSoto.

## Legado musical

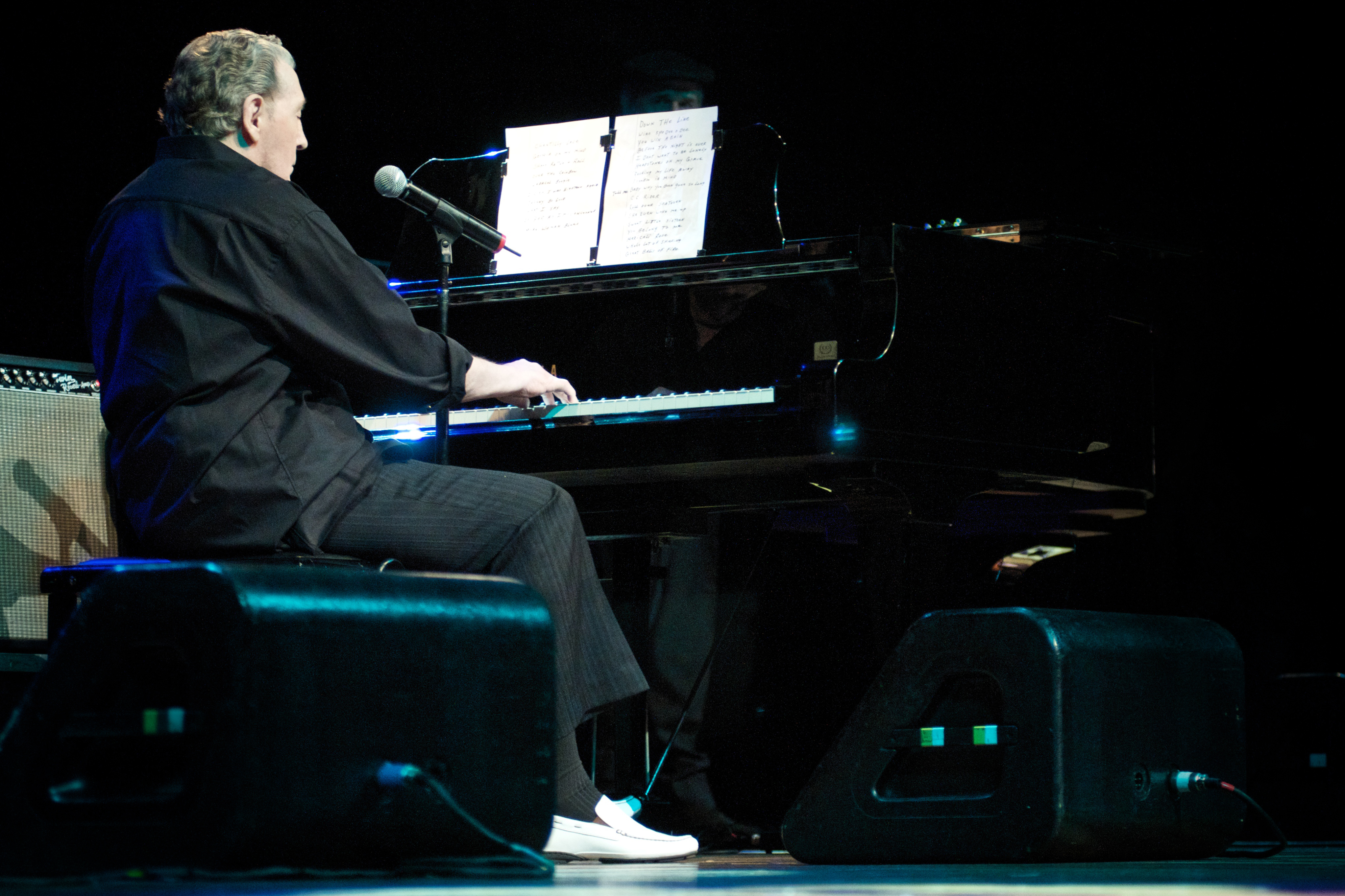
Jerry Lee Lewis em 2009.

Junto com Johnny Cash, Carl Perkins, e Roy Orbison, Lewis recebeu o primeiro Prêmio Grammy na categoria palavra falada para o muito raro álbum de entrevistas lançado com algumas cópias iniciais da Class of '55 álbum em 1986. A originais corte Sun de "Great Balls of Fire" foi eleito para o Hall da Fama do Grammy em 1998, e gravação de Sun de "Whole Lotta Shakin' Goin On" de Lewis recebeu esta honra em 1999. Somente gravações que são pelo menos 25 anos de idade e deixaram uma impressão duradoura podem receber esta homenagem. Em 12 de fevereiro de 2005, Lewis recebeu o prêmio pelo conjunto de sua obra da Recording Academy um dia antes da cerimônia principal do Grammy Awards, da qual ele também compareceu.
Em junho de 1989, Lewis foi homenageado por sua contribuição para a indústria fonográfica com uma estrela ao longo do Hollywood Boulevard na Calçada da Fama de Hollywood. Em 10 de outubro de 2007, Lewis recebeu o prêmio American Music Masters do Rock and Roll Hall of Fame. Seu próximo álbum, Mean Old Man , foi lançado em setembro de 2010 e alcançou a posição 30 na parada de álbuns da Billboard 200.
Em 5 de novembro de 2007, o Rock and Roll Hall of Fame e a Case Western Reserve University em Cleveland , Ohio, homenagearam Lewis com seis dias de conferências, entrevistas, uma estreia de DVD e clipes de filmes, dedicados a ele e intitulados The Life And Music of Jerry Lee Lewis. Em 10 de novembro, a semana culminou com um concerto de tributo comandado por Kris Kristofferson. Lewis estava presente para receber o American Music Masters Award e fechou seu próprio show de tributo com uma versão de "Over the Rainbow". Em 10 de fevereiro de 2008, ele apareceu com John Fogerty e Little Richard no 50º Grammy Awards, realizando "Great Balls of Fire" em um medley com "Good Golly Miss Molly". Em 4 de junho de 2008, Lewis foi introduzido no Louisiana Music Hall of Fame e apareceu no A Capitol Fourth e realizou o ato final com um medley de "Roll Over Beethoven", "Whole Lotta Shakin 'Goin On" e "Great Balls of Fire".
Em dezembro de 2019, Lewis foi homenageado com uma trilha de música country do Mississippi em seu rancho em Nesbit, Mississippi, para comemorar suas contribuições à música country.
Em maio de 2022, Lewis foi anunciado como membro eleito do Country Music Hall of Fame, a ser empossado em outubro de 2022. Diretor Executivo, disse. "Jerry Lee, Keith (Whitley e Joe (Galante) encontraram suas vocações musicais cedo na vida e mostraram uma forte e feroz paixão por fazer música. De maneiras muito diferentes, todos eles deixaram um impacto duradouro na indústria e Estou emocionado por receber esta classe merecedora no Hall da Fama da Música Country." Music Hall of Fame em Nashville, acrescentando que sua carreira o ensinou a "ser uma boa pessoa e tratar bem as pessoas".

### Estilo de piano
Lewis era um showman incendiário que muitas vezes tocava com seus punhos, cotovelos, pés e costas, às vezes subindo em cima do piano durante os shows e até mesmo incendiando-o apócrifamente. Como a guitarra de Chuck Berry, o estilo de piano de Lewis tornou-se sinônimo de rock and roll, tendo influenciado gerações de pianistas. 
Em uma entrevista de 2013 com Leah Harper, Elton John lembra que até "Great Balls of Fire", "o piano que eu ouvia era mais tranquilo. Meu pai colecionava discos de George Shearing, mas essa foi a primeira vez que ouvi alguém Quando vi Little Richard no Harrow Granada, ele tocou em pé, mas Jerry Lee Lewis realmente pulou no piano! Foi surpreendente para mim que as pessoas pudessem fazer isso. Esses discos tinham tanta um enorme efeito em mim, e eles eram tão bons. Aprendi a tocar assim." Lewis era conhecido principalmente por seu estilo "boogie-woogie", que é caracterizado por uma figura regular de baixo da mão esquerda e batida dançante, mas seu domínio do instrumento e estilo altamente individualista o diferenciavam. Aparecendo no Memphis Sounds com George Klein em 2011, Lewis creditou seu primo mais velho, Carl McVoy, como sendo uma influência crucial, afirmando: "Ele era um grande pianista, um grande cantor e um homem bonito, se portava de verdade bem. Eu sinto muito a falta de Carl." Lewis também citou Moon Mullican como fonte de inspiração. Embora quase totalmente autodidata, Lewis admitiu ao biógrafo Rich Bragg em 2014 que Paul Whitehead, um pianista cego de Meadville, Mississippi, foi outra influência chave para ele em seus primeiros dias tocando em clubes.
Embora o piano de Lewis seja comumente rotulado de boogie-woogie, a música gospel foi outra grande influência na formação de sua técnica. No livro de 2009 de Joe Bonomo, Jerry Lee Lewis: Lost and Found, o produtor e músico de Memphis, Jim Dickinson, chama a inclinação ocasional de Lewis para interromper a progressão padrão da mão esquerda do boogie woogie, omitindo a sétima e repetindo a quinta e a sexta, criando uma impulso quase ameaçador, "revolucionário, quase inexplicável. Talvez Ella Mae Morse, Moon Mullican tenha feito isso, mas não de uma forma que se tornou a força propulsora da música. O piano rock and roll até aquele ponto havia sido definido por Rosco Gordon , Ike Turner, e até certo ponto, Ray Charles. Nenhum deles estava fazendo isso. Mesmo Little Richard, por mais primitivo que ele tocasse, não estava fazendo aquele embaralhamento... Havia algo em Jerry Lee que não queria toque essa sétima, e essa é a igreja. Certamente na música espiritual branca você evita as sétimas."

## Discografia

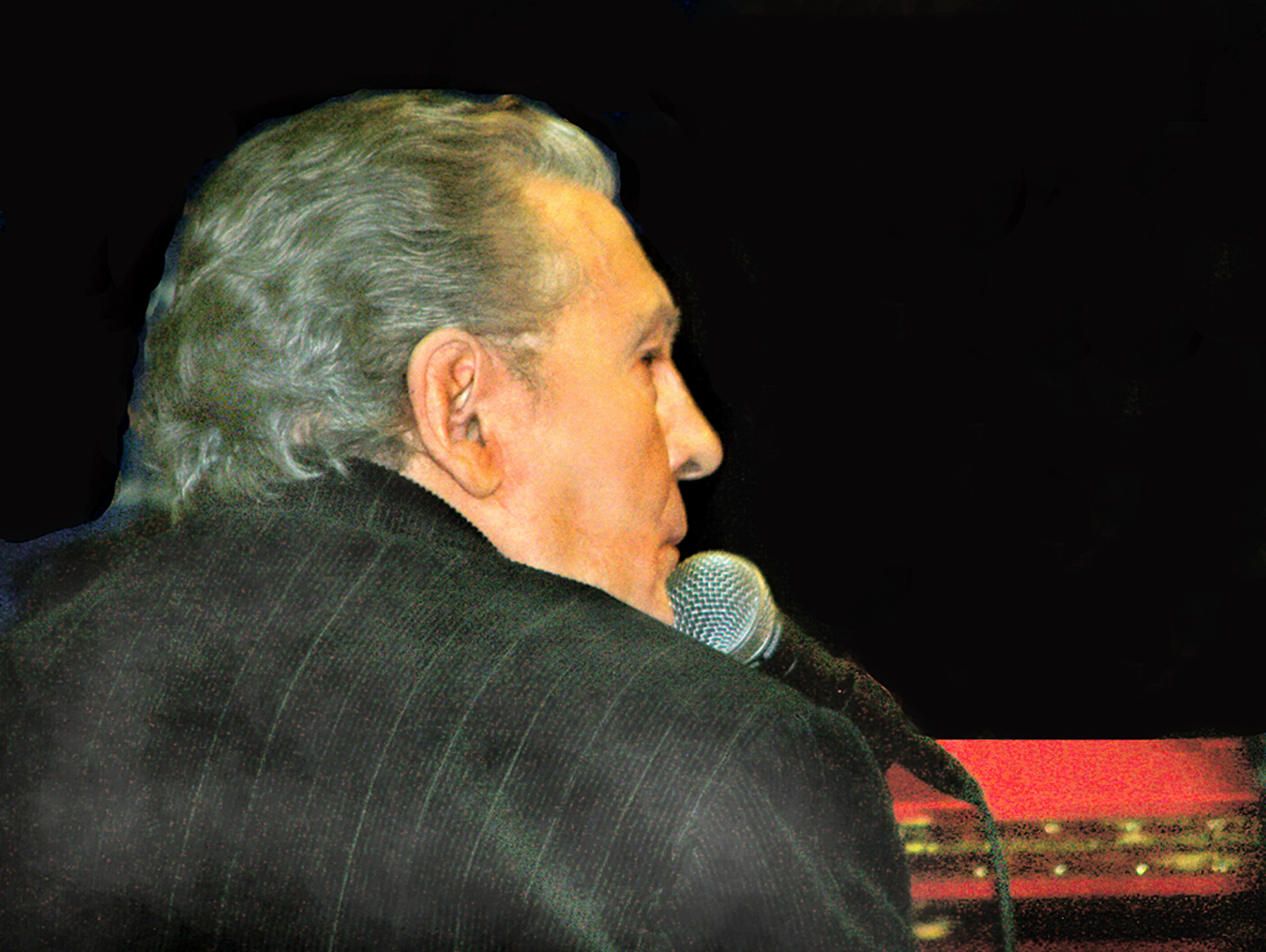
Jerry Lee Lewis

Lewis gravou mais de 40 álbuns em uma carreira de sete décadas. Lewis é um artista versátil e gravou músicas em vários gêneros. em 1986, foi um dos primeiros a entrar no Hall da Fama do Rock and Roll e, a partir de 2021, é o último sobrevivente do rock and roll pioneiro da Sun Records (colegas de rock and roll da Sun, como Elvis Presley, Johnny Cash, Roy Orbison e Carl Perkins, entre outros, são falecidos). Algumas de suas canções mais conhecidas são "Great Balls of Fire", "Whole Lotta Shakin' Goin' On", e "High School Confidential".

## Álbuns de estúdio
- 1958 - Jerry Lee Lewis
- 1962 - Jerry Lee's Greatest
- 1963 - Rokin' With Jerry Lee Lewis
- 1964 - Live at the Star Club, Hamburg
- 1964 - Golden Hits of Jerry Lee Lewis
- 1964 - The Greatest Live Show on Earts
- 1965 - Retourn of Rock
- 1965 - Country Songs for City Folks All Country
- 1966 - By Request: More of the Greatest Live Show on Earth
- 1966 - Memphis Beat
- 1967 - Soul My Way
- 1968 - Another Place, Another Time
- 1969 - She Still Comes Around
- 1969 - Sings The Country Music Hall of Fame Hits, Vol.1
- 1969 - Sings The Country Music Hall of Fame Hits, Vol.2
- 1969 - Rockin' Rhythm & Blues
- 1969 - Together
- 1969 - Original Golden Hits, Vol.1
- 1969 - Original Golden Hits, Vol.2
- 1970 - The Golden Crean of the Country
- 1970 - She Even Woke Me Up to Say Goodbye
- 1970 - A Teaste of Country
- 1970 - Live at Internacional, Las Vegas
- 1971 - In Loving Memories
- 1971 - There Must Be More to Love Than This
- 1971 - Touching Home
- 1971 - Monsters
- 1971 - Would You Take Another Chance on Me
- 1972 - The Killer Rocks On
- 1972 - Who's Gonna Play This Old Piano
- 1973 - The Session
- 1973 - The Sometimes a Memory Ain't Enoug
- 1973 - Soulthern Roots
- 1974 - I-40 Country
- 1975 - Boogie Woogie Country Man
- 1975 - Odd Man In
- 1976 - Country Class
- 1977 - Country Memories
- 1978 - Jerry Lee Kepps Rockin'
- 1979 - Duets
- 1979 - Jerry Lee Lewis
- 1980 - When Two Words Collie
- 1980 - Killer Country
- 1982 - The Survivous Live
- 1983 - My Fingers Do The Talkin'
- 1984 - I Am, What I Am
- 1986 - Class of '55
- 1995 - Young Blood
- 2006 - Last Man Standing
- 2007 - Last Man Standing Live
- 2010 - Mean old Man
- 2014 - Rock and Roll Time

### Trilha sonora
- 1989 - Great Balls of Fire - Trilha Sonora do Filme

## Ao vivo
- 1964 - Live at the Star Club, Hamburg
- 1964 - The Greatest Live Show on Earth
- 1966 - By Request: More of the Greatest Live Show on Earth
- 1970 - Live at the International, Las Vegas
- 1999 - Live at Gilley's
- 2007 - Last Man Standing Live
- 2007 - Live from Austin, TX (Live DVD & CD)
- 2011 - Jerry Lee Lewis: Live at Third Man Records

## Álbuns de colaboração
- 1969 - Together (com Linga Gail Lewis)
- 1978 - Duets: Jerry Lee Lewis and Friends (com Jimmy Ellis e Charlie Rich)
- 1981 - The Million Dollar Quartet (com Johnny Cash, Carl Perkins e Elvis Presley)
- 1982 - The Survivor Live (com Johnny Cash e Carl Perkins)
- 1986 - Class '55 (com Roy Orbison, Johnny Cash e Carl Perkins)

## Álbuns de compilação
- 1969 - Original Golden Hits, Vol.1
- 1969 - Original Golden Hits, Vol.2
- 1969 - Rockin' Rhythm and Blues
- 1970 - Ole Tyme Country Music
- 1970 - Best Of, Vol.1
- 1971 - Original Golden Hits, Vol.3
- 1974 - Breathless
- 1978 - Best Of, Vol.2
- 1981 - Best Of, Vol.3
- 1982 - The Best of Jerry Lee Lewis Featurin 39 and Holding
- 1989 - Jerry Lee Lewis - 18 Original Sun Greatest Hits
- 1993 - The Killer, No Filler: The Antology
- 1994 - Wholle Lotta Shakin' Goin' On
- 1998 - Great Balls of Fire
- 1999 - Jerry Lee Lewis At Hits Best
- 2006 - A Half-Century Country of Hits
- 2012 - Sun Records: Greatest Hits
- 2012 - A Wholle Lotta...Jerry Lee Lewis: The Definitive Retrospective
- 2020 - Turn Around

## Singles de sucesso
- "Crazy Arms"
- "Whole Lotta Shakin' Goin' On"
- "Great Balls of Fire"
- "You Win Again"
- "Breathless"
- "High School Confidential"
- "Lewis Boogie"
- "Little Queenie"
- "End of the Road"
- "Baby Baby Bue Bye"
- "Money"
- "Sweet Little Sixteen"
- "Memphis Beat"
- "Good Golly Miss Molly"
- "It'll Be Me"
- "Another Place, Another Time"
- "What's Made Milwaukee Famous (Has Made A Loser Out of Me)"
- "She Even Woke Me Up to Say Goodbye"
- "In Loving Memories"
- "No More Hanging On"
- "Sometimes a Memory Ain't Enough"
- "Boogie Woogie Country Man"
- "Let's Put It Back Together Again"
- "Middle Age Crazy"
- "Somewhere over the Rainbow"
- "Why You Been Gone So Long?"
- "I Am What I Am"
- "It Was the Whiskey Talkin' (Not Me)"
- "Mean Old Man"

### Composições
Jerry Lee Lewis escreveu ou co-escreveu as seguintes canções: "End of the Road" (1956), "Lewis Boogie" (1956), "Pumpin 'Piano Rock" (1957), "High School Confidential" (1958), "Memory of You "(1958)," Baby Baby Bye Bye "(1960), embora Discogs credite Jerry Lee Lewis e Huey" Piano "Smith como os compositores, a canção foi protegida por direitos autorais em 1960 como por Lewis Smith.

## Filmografia
- 1958 - Hig School Confidential
- 1969 - Jerry Lee Lewis Live
- 1969 - Jerry Lee Lewis: The Story of Rock and Roll
- 1981 - DVD Jam Session
- 1986 - Live Church Street Station
- 1987 - DVD Live in Nashville
- 1989 - A Fera do Rock (Trilha Sonora, Intérprete de seus sucessos)
- 1989 - DVD Jerry Lee Lewis and Friends
- 1989 - Legends of Rock and Roll
- 1989 - DVD Live in Paris
- 1990 - Jerry Lee Lewis: I Am What I Am
- 1993 - DVD Live in São Paulo
- 2004 - Live in Blackpool
- 2006 - DVD Last Man Standing
- 2007 - DVD Jerry Lee Lewis: Live from Austin, Texas
- 2008 - DVD Live in New York
- 2009 - DVD Live in Amisterdam
- 2010 - DVD Live in Budapest